# Тупоу (династия)

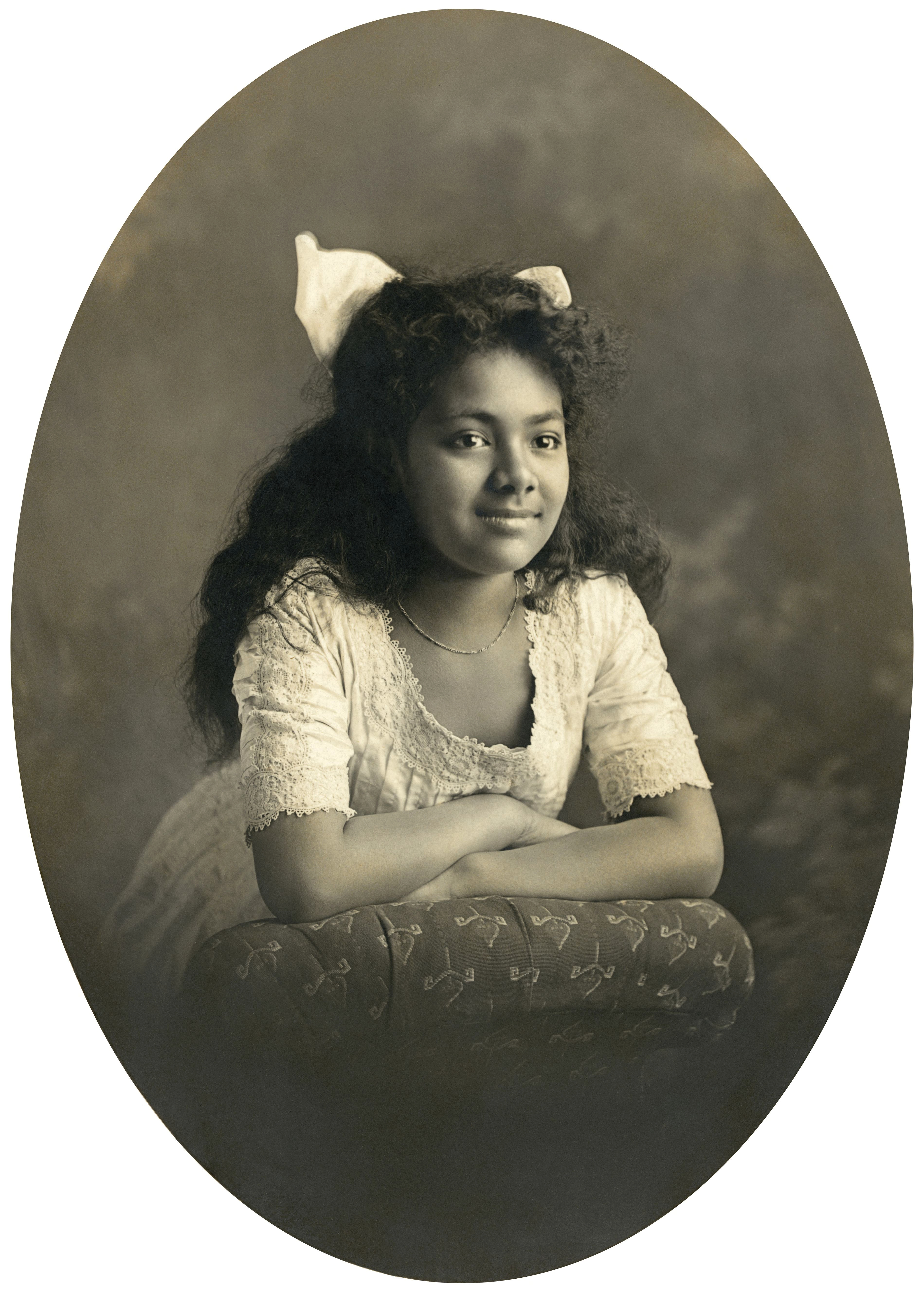
Салоте Тупоу III в детстве (1908)

Тупо́у (тонг. Tupou) — правящая королевская династия в Тонга, находящаяся у власти с 1845 года.
В королевстве ежегодно отмечается день основания династии.

## История
Основателем династии стал Тауфаахоу (более известный как Джордж Тупоу I), родившийся около 1797 года на Тонга и ставший, впоследствии, 19-м туи-канокуполу 4 декабря 1845 года, этот же день является национальным праздником Тонга. Позже, в 1875 году умер, не оставив наследников, последний туи-тонга, и Тауфаахоу был провозглашён королём Тонга под именем Джордж Тупоу I. При его правлении на островах был издан первый свод законов и принята конституция. Ему удалось справиться с внутренними конфликтами на архипелаге и в 1845 году объединить острова в единое государство. Джордж Тупоу I смог сохранить монархию, когда Тонга перешла под управление Великобритании. Его прозвищем было Лопа-укамеа, что означает «железный трос». Джордж Тупоу I умер в 1893 году в возрасте 95 лет после купания в море рядом с дворцом. Он был похоронен на Новом королевском кладбище (New Royal Cemetery) в Малаэкула. Он пережил собственных детей, поэтому наследником стал дважды правнук Джордж Тупоу II: сын Элисивы Фусипалы Тауки-онетуку, дочери наследного принца Тевита Унга, и сына Сиа-оси Фатафехи Тоутаитокотаха, дочери короля Салоте Пилолеву Мафиле-о.

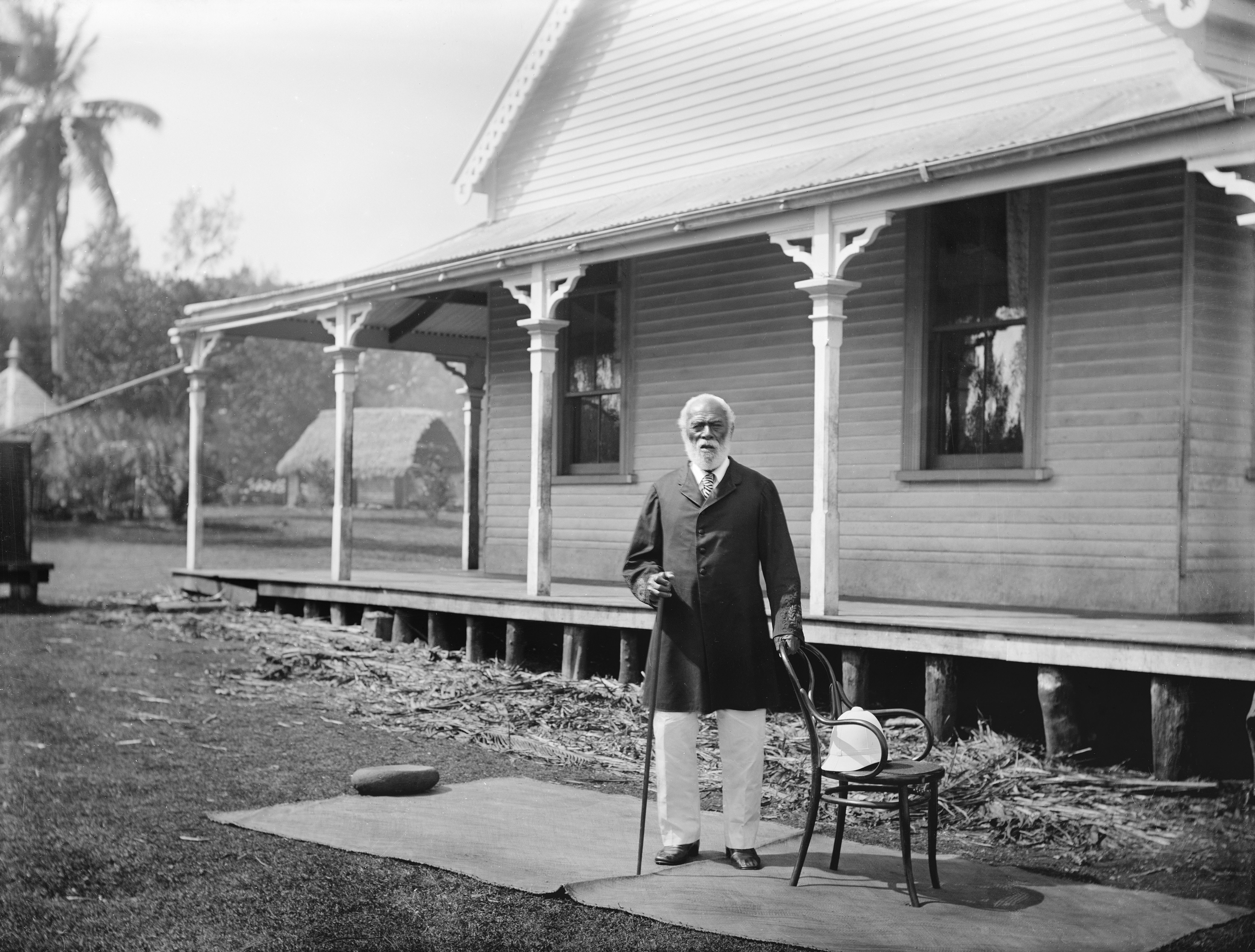
Король Джордж Тупоу I возле дворца в Нукуалофа (1884)

После этого династия Тупоу не прекращала своё правление, оставаясь единственной монархией в Океании (за исключением тех государств, где формальным главой является король Великобритании).

## Правители из династии Тупоу
| Портрет | Имя                | Дата рождения  | Дата смерти      | Начало правления | Окончание правления | Примечания           |
| ------- | ------------------ | -------------- | ---------------- | ---------------- | ------------------- | -------------------- |
|         | Джордж Тупоу I     | 4 декабря 1797 | 18 февраля 1893  | 4 ноября 1875    | 18 февраля 1893     | первый король страны |
|         | Джордж Тупоу II    | 18 июня 1874   | 5 апреля 1918    | 18 февраля 1893  | 5 апреля 1918       | правнук предыдущего  |
|         | Салоте Тупоу III   | 13 марта 1900  | 16 декабря 1965  | 5 апреля 1918    | 16 декабря 1965     | дочь предыдущего     |
|         | Тауфаахау Тупоу IV | 4 июля 1918    | 10 сентября 2006 | 16 декабря 1965  | 10 сентября 2006    | сын предыдущей       |
|         | Джордж Тупоу V     | 4 мая 1948     | 18 марта 2012    | 11 сентября 2006 | 18 марта 2012       | сын предыдущего      |
|         | Тупоу VI           | 12 июля 1959   | ныне здравствует | 18 марта 2012    | царствует           | брат предыдущего     |